# Kasteel van Aon
Het Kasteel van Aon (Frans: Château d'Aon) is een kasteel in de Franse gemeente Hontanx. Het kasteel is een beschermd historisch monument sinds 1988.